# اتود

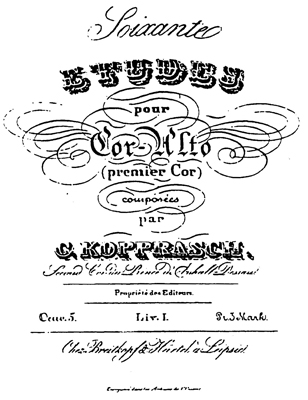
جلد اصلی مجموعه اول شصت اتود ساخته جورج كوپرچ

اِتود (به فرانسوی: Étude) به معنای مطالعه است و در موسیقی به قطعه‌هایی گفته می‌شود که هدف آنها ارتقای شگرد نوازندگی است. هر اتود معمولاً برای یکی از مشکلات فن نوازندگی و رفع یکی از ضعف‌های تکنیکی هنرآموزان تصنیف می‌شود. آهنگسازان و به ویژه رمانتیک‌ها بیش‌تر کوشیده‌اند اتودهای خود را علاوه بر تأمین هدف بالا، زیبا نیز تصنیف کنند، به طوری که تکنوازها آن را در رپرتوار رسیتال خود، به قصد نشان دادن قابلیّت نوازندگی‌شان می‌گنجانند.
برای نمونه، اتود اپوس ۲۵ شماره ۶فردریک شوپن برای تمرین پیانیست برای اجرای سریع و موازی فواصل سوم کروماتیک است، و اتود اپوس ۲۵ شماره ۷ او تأکید بر تولید نغمهٔ آوازین در یک ملودی پلی‌فونی دارد، و اتود اپوس ۲۵ شماره ۱۰ او اکتاوهای موازی را پوشش می‌دهد.
معنی دیگر اتود، طراحی اولیه است.
اصطلاح اتود زدن در نقاشی نیز به کار می‌رود.